# 楼梯

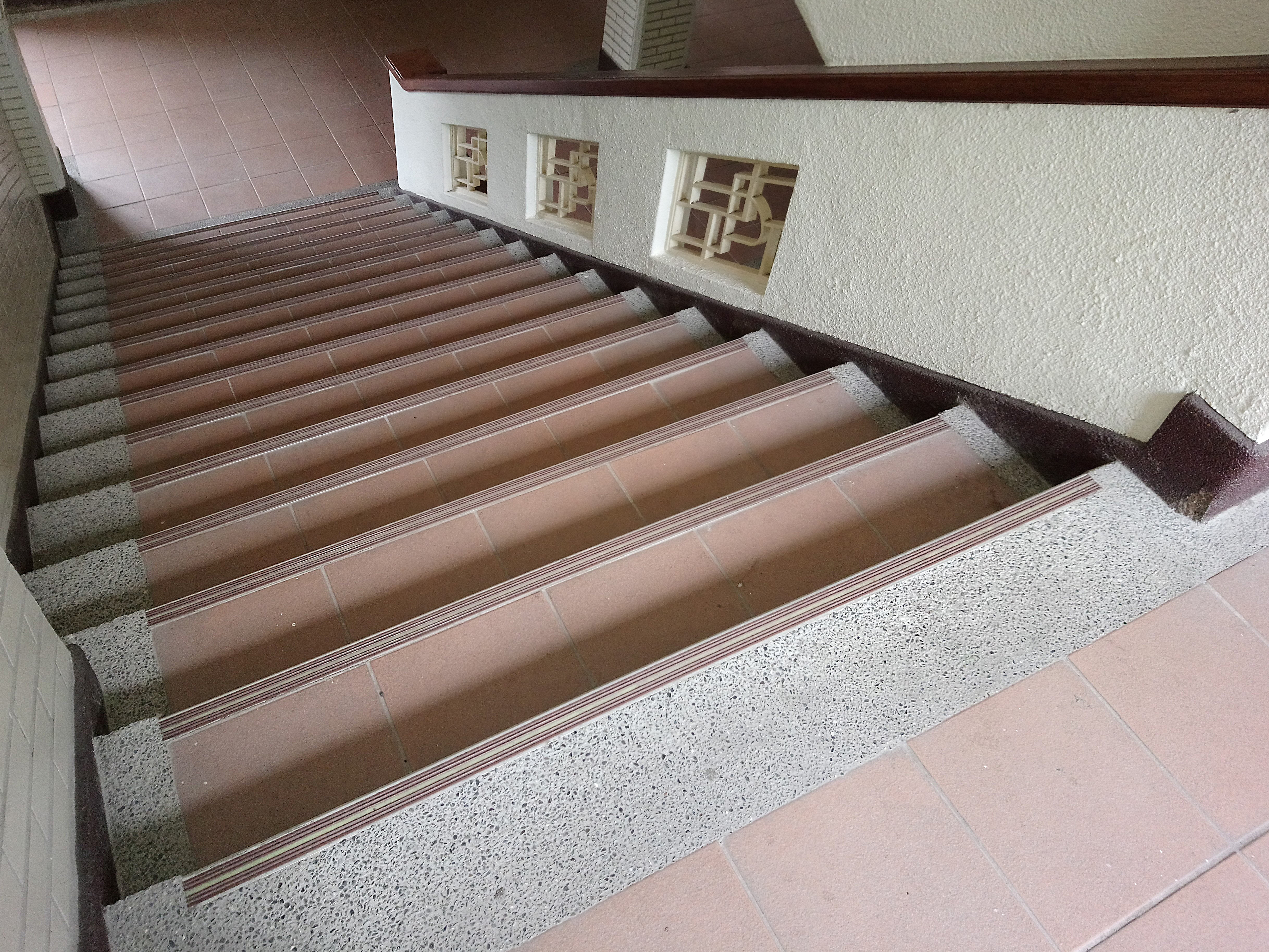
臺北市立中山女子高級中學逸仙樓樓梯

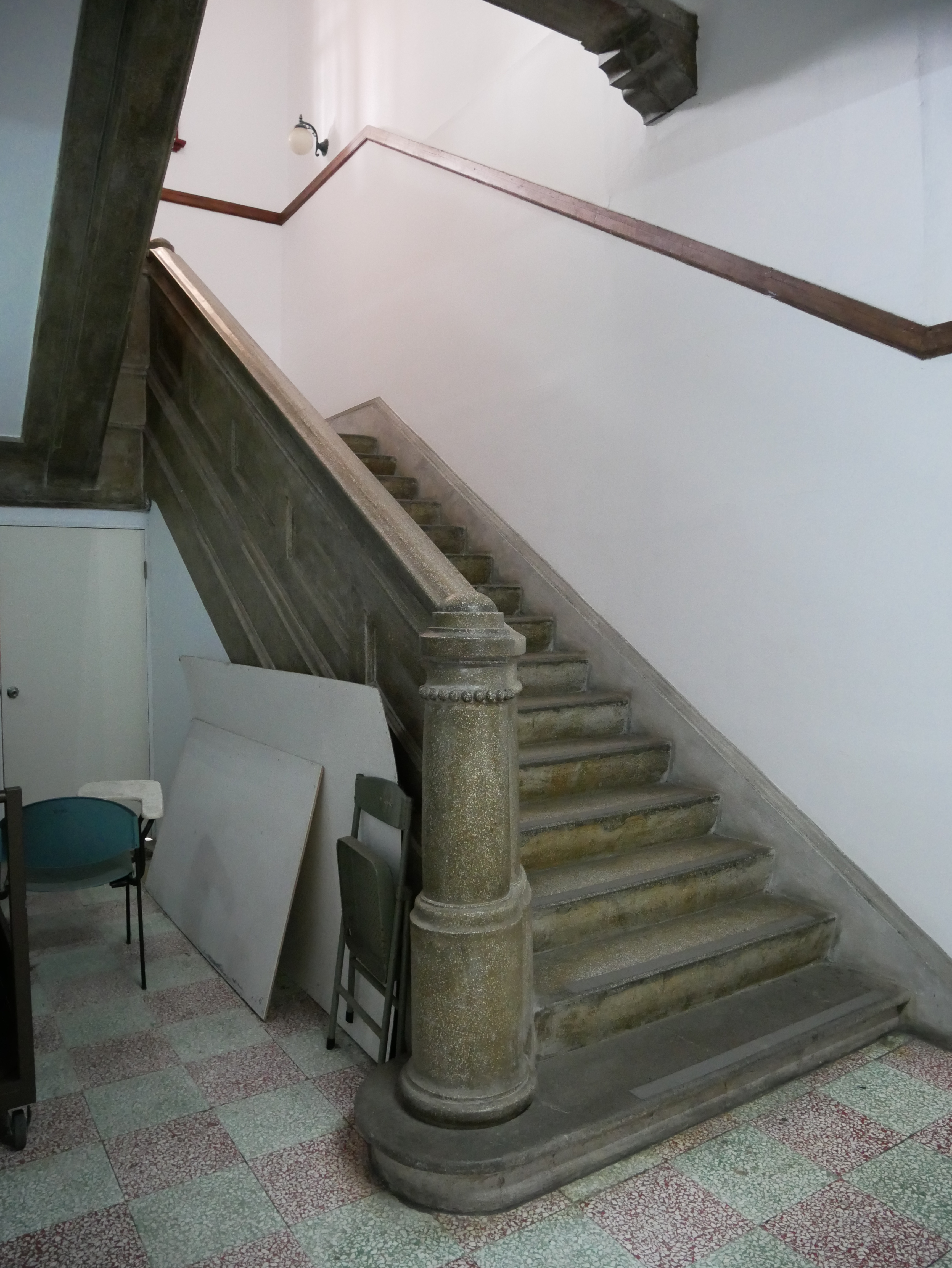
新竹州廳內部樓梯

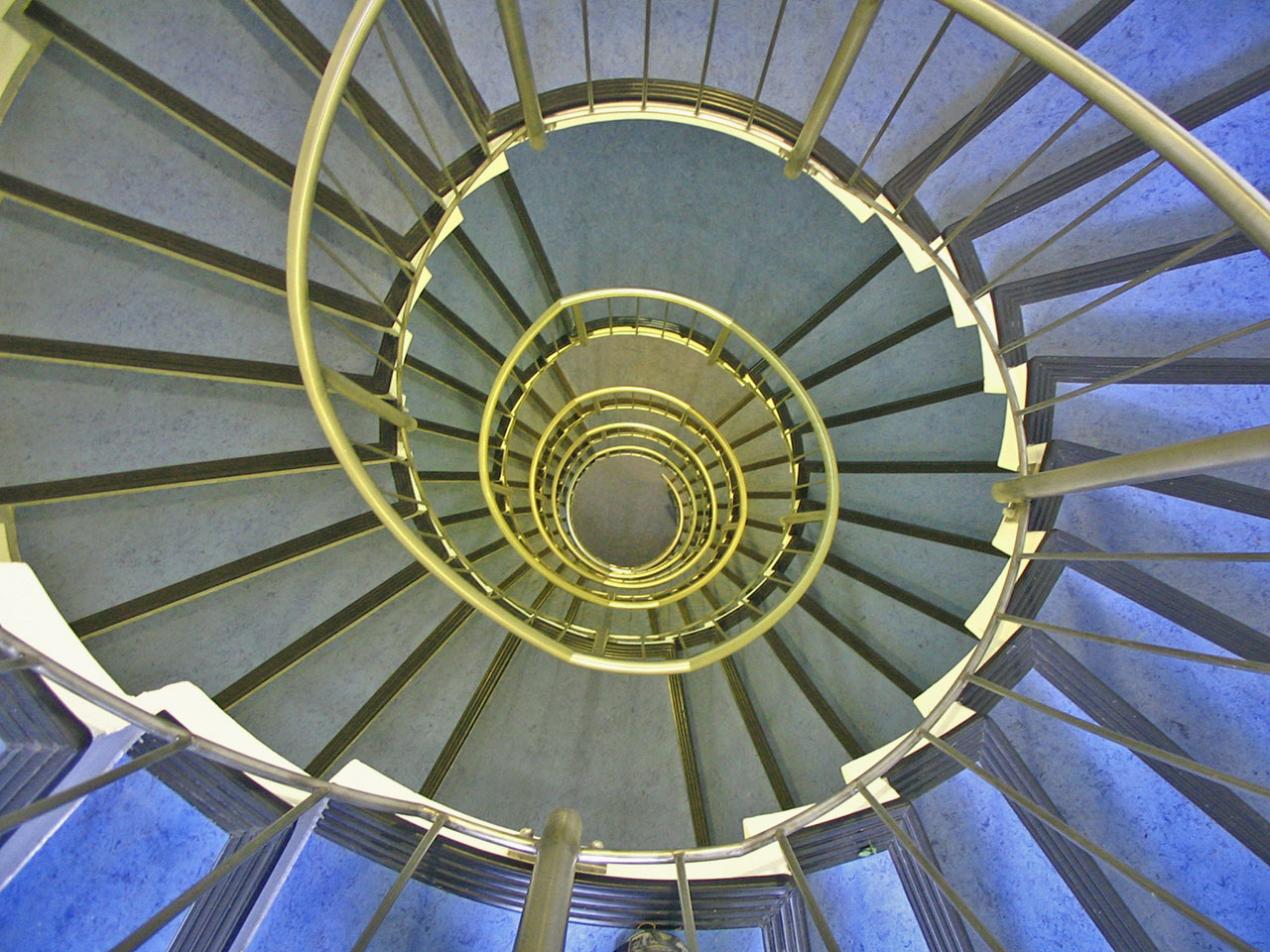
螺旋梯

樓梯是用於連接較大垂直距離的建築設計，原理是將此垂直距離切分為小段的垂直距離，稱為一級或一階樓梯，或稱為踏步。樓梯可能是直線的、螺旋形的，或可以由兩個以上的樓梯以某個角度連接而成。特殊類型的樓梯包含電動扶梯以及摺梯，有著與樓梯相同功能的設計有電梯、楼梯升降机、電動步道，或是傾斜的人行道。樓梯主要由樓梯段、休息板（平臺）和欄杆扶手（欄板）三部分組成。

## 組成部分和術語
一級或一階樓梯，是一段樓梯中的一個。在建築物中，樓梯是一個用於描述兩層樓之間完整階梯的術語。單段梯是指在兩個樓梯平臺之間的梯級。樓梯間是指一段或多段分別通向不同樓層的樓梯，包括了樓梯平臺，樓梯端柱，扶手，欄杆和其他附加部分。樓梯井是一個垂直貫通建築的隔間，裏面有樓梯。樓梯廳是楼梯、楼梯平台、走廊或公共大厅的其他部分，当从入口层进入建筑物的其他楼层时，必须经过这些部分。箱型樓梯是建在墻壁之間的樓梯，通常除了墻壁的繩子之外沒有任何支撐。
樓梯可以是直跑樓梯，從一層通向另一層，不需要轉彎或是改變方向。樓梯也可以轉向，通常是兩段筆直的階梯以90都角連接平臺。樓梯也可能在每個筆直樓梯的兩端以180度的角度轉向，以形成一個垂直樓梯間，通常用於多層和高層建築。許多幾何樓梯的變種可以形成圓形，橢圓，和其他不規則形狀。

### 楼梯梯段
设有踏步供建筑物楼层之间上下通行的通道成为梯段。踏步又分为踏面和踢面。
踏面踏面是供行走时踏脚的水平部分，它和其他地板有相同的規格（厚度）。踏面「深度」指從踏面外緣到垂直的踢面之間的距離；「寬度」則是兩個側邊之間的距離。
踢面踢面是形成踏步高差的垂直部分。樓梯不一定有踢面，如果是「開放」形式的樓梯則可能沒有踢面。
樓梯前緣樓梯前緣是踏面的一部份，突出於踢面。這就表示當測量樓梯的總長度時，不能簡單將所有踏面深度相加，因為踏面是互相交疊的。許多商業、工業或政府部門建築的建築規範中要求樓梯必須加入前緣，因為它可以防滑並增進行人的安全。

### 梯段平台
楼梯平台或缓步台，是指连接两梯段之间的水平部分。平台用做楼梯转折、连通某个楼层或供使用者稍事休息。平台的标高有时与某个楼层相一致，有时介于两个楼层之间。与楼层标高相一致的平台称为楼层平台，介于两个楼层之间的平台称之为休息平台或中间平台。

### 栏杆扶手
栏杆是设置在楼梯梯段和平台边缘处起安全保障的维护构件。扶手一般设置于栏杆顶部，也可附设于墙上，称为靠墙扶手。
- 涡卷装饰：探出式台阶的一个扶手末端元件，像螺旋一样向内弯曲。涡流被装成右手或左手，取决于人们在上楼梯时扶手在哪一边。
- 鹅颈式扶手：将倾斜的扶手与阳台或楼道上更高的扶手连接起来的垂直扶手就是鹅颈式扶手。
- 圆形墙镶：当扶手的末端需要镶入墙内，且没有使用半扶手时，可以用圆形饼状墙镶来装饰。
- 缓冲用弯扶手：弯扶手是用墙壁支架直接安装在墙壁上的。在楼梯的两端，有倾斜角度栏杆需要变成与地面水平的状态，这时就需要这种弯的扶手。
- 芯轨：木制扶手通常有一个金属芯，以提供额外的强度和刚度，特别是当栏杆必须逆着木材的纹理弯曲时。也可以直接称为金属芯。
- 栏杆柱：用于支撑扶手的支柱的一种款式。有时简单地称为护栏或主轴。一块踏板通常需要两个栏杆。第二个栏杆更靠近立柱，比第一个栏杆高。第二个栏杆的抬高的高度通常在栏杆上的装饰元素之间的之间。这样，底部的装饰元素与踏板对齐，顶部的元素与栏杆的角度对齐。
- 主轴：用来固定扶手的大栏杆或柱子。由于它是一个结构元素，所以它延伸到地板和底层地板以下，直到地板托梁的底部，并且用螺栓固定在地板托梁上。当栏杆在墙上结束时，可以使用半主轴。从视觉上看，它看起来就像一半的主轴被嵌入墙中。对于开放的楼道，主轴可以延伸到楼道下面，形成一个装饰性的柱子。
- 顶盖：主轴柱顶部的装饰盖，特别是在栏杆的末端。
- 基轨：或称枕轨。对于栏杆不插在踏板上面的楼梯，它们会在旁边安插入一个基轨。这就要求这一趟的栏杆需要同形状同大小。
- 垫板：在有基轨的楼梯上，栏杆与栏杆之间、地板上的一个装饰性填充物。

### 其他
- 墙裙：是一块木质楣板，用于遮盖楼梯间开口处暴露的托梁。围板可以是模制有装饰的，也可以只是简单木板，目的是通过掩盖侧面的墙体使楼梯看起来更干净。
- 台面：对于有开放概念的上层楼或着陆的楼梯，上层楼在楼梯结束后还会续一个台面。对于笔直向上的楼梯，台面就可能需要多个木钉来支撑栏杆的长度。
- 连续阶梯：相较于缓步台的连续、无间断的一段台阶。
- 楼梯地毯：铺在楼梯中间的地毯。可以直接用订书机或钉子钉在楼梯上，也可以用专门的杆子固定称为楼梯杆，将地毯固定在踏板和立柱的直角上。
- 楼梯橱柜：如果下面没有另一层楼梯，楼梯下面的三角形空间经常被用作壁橱。
- 楼梯井：含有室内楼梯的空间开口，通常是一个垂直的竖井。
- 楼梯塔：附着在建筑物上或并入建筑物的塔楼，包含连接各楼层的楼梯。

## 類型
- 按結構材料可分為石階、木樓梯、鋼樓梯和鋼筋混凝土樓梯等。
- 按外形可分為直跑樓梯、雙跑樓梯、三跑樓梯、剪刀梯、弧形樓梯、螺旋樓梯等。
- 按受力結構可分為板式樓梯、樑式樓梯。

## 另見
- 摺梯
- 電梯
- 自動扶梯
- 人行天桥